# Zaglyptus iwatai
Zaglyptus iwatai är en stekelart som först beskrevs av Tohru Uchida 1936.  Zaglyptus iwatai ingår i släktet Zaglyptus och familjen brokparasitsteklar. Inga underarter finns listade i Catalogue of Life.